# 奈須秀虎
奈須 秀虎（なす ひでとら、2003年2月24日 - ）は、ジャパンラグビーリーグワンの日野レッドドルフィンズに所属しているラグビーユニオン選手。

## 略歴
宮崎県の日向市立富島中学校の3年時に、第8回全国中学生ラグビーフットボール大会（太陽生命カップ）に出場。
宮崎県立日向高等学校を経て、福岡大学へ進学。2年時から九州学生リーグに出場。
2025年2月3日、ジャパンラグビーリーグワンのレッドハリケーンズ大阪へ、アーリーエントリーでの加入を発表した。